# Ismaël Bennacer
Ismaël Bennacer (ur. 1 grudnia 1997 w Arles) – algierski piłkarz francuskiego i marokańskiego pochodzenia, występujący na pozycji pomocnika we włoskim klubie Milan oraz w reprezentacji Algierii. Zwycięzca Pucharu Narodów Afryki 2019. Były młodzieżowy reprezentant Francji.

## Statystyki kariery
(aktualne na dzień 26 września 2020)
| Klub               | Sezon              | Liga               | Liga  | Liga   | Puchar kraju | Puchar kraju | Puchar ligi | Puchar ligi | Europa | Europa | Suma  | Suma   |
| Klub               | Sezon              | Liga               | Mecze | Bramki | Mecze        | Bramki       | Mecze       | Bramki      | Mecze  | Bramki | Mecze | Bramki |
| ------------------ | ------------------ | ------------------ | ----- | ------ | ------------ | ------------ | ----------- | ----------- | ------ | ------ | ----- | ------ |
| Arles B            | 2013/14            | CFA 2              | 2     | 0      | –            | –            | –           | –           | –      | –      | 2     | 0      |
| Arles B            | 2014/15            | CFA 2              | 14    | 0      | –            | –            | –           | –           | –      | –      | 14    | 0      |
| Arles              | 2014/15            | Ligue 2            | 6     | 0      | 1            | 1            | 0           | 0           | –      | –      | 7     | 1      |
| Arsenal            | 2015/16            | Premier League     | 0     | 0      | 0            | 0            | 1           | 0           | 0      | 0      | 1     | 0      |
| Arsenal            | 2016/17            | Premier League     | 0     | 0      | 0            | 0            | 0           | 0           | 0      | 0      | 0     | 0      |
| Tours (wyp.)       | 2016/17            | Ligue 2            | 16    | 1      | 0            | 0            | 0           | 0           | –      | –      | 16    | 1      |
| Empoli             | 2017/18            | Serie B            | 39    | 2      | 0            | 0            | –           | –           | –      | –      | 39    | 2      |
| Empoli             | 2018/19            | Serie A            | 37    | 0      | 1            | 0            | –           | –           | –      | –      | 38    | 0      |
| A.C. Milan         | 2019/20            | Serie A            | 31    | 1      | 4            | 0            | –           | –           | –      | –      | 0     | 0      |
| Ogólnie w karierze | Ogólnie w karierze | Ogólnie w karierze | 145   | 4      | 6            | 1            | 1           | 0           | 0      | 0      | 151   | 5      |

## Sukcesy

### Zespołowe

#### Empoli
- Serie B: 2017/18

#### A.C. Milan
- Mistrzostwo Włoch: 2021/22

#### Algieria
- Puchar Narodów Afryki: 2019

### Indywidualne
- najlepszy piłkarz Pucharu Narodów Afryki 2019
- najlepszy młodzieżowy piłkarz Pucharu Narodów Afryki 2019
- wybór do składu turnieju Pucharu Narodów Afryki 2019